# دانا صلاح
دانا صلاح (مواليد عام 1989) هي مغنية وكاتبة أغاني ومنتجة أردنية من أصول فلسطينية.

## النشأة
ولدت دانا صلاح ونشأت في عمان، الأردن، بدأت كتابة الموسيقى في سن التاسعة. عندما كانت طفلة، عندما شُخصت باضطراب فرط الحركة ونقص الانتباه. بعد حصولها على شهادة من جامعة ديوك، بولاية نورث كارولينا، تابعت مسيرتها الموسيقية في مدينة نيويورك.